# Broussonetia greveana
Broussonetia greveana är en mullbärsväxtart som först beskrevs av Louis Antoine François Baillon, och fick sitt nu gällande namn av C.C. Berg. Broussonetia greveana ingår i släktet Broussonetia och familjen mullbärsväxter. Inga underarter finns listade i Catalogue of Life.